# Paul Cook
Paul Cook, född 20 juli 1956 i Hammersmith, London, är en brittisk musiker, tidigare medlem av punkgruppen Sex Pistols, där han var trummis.
Cook växte upp med sin barndomsvän Steve Jones. De båda blev senare medlemmar i punkbandet Sex Pistols. Bandet splittrades 1978 efter en konsert i San Francisco. Paul Cook och Jones gjorde dock några få singlar tillsammans, under namnet Sex Pistols, även efter detta.
Paul Cook spelade också i The Professionals tillsammans med Steve Jones.